# 笑って年越したい!!笑う大晦日シリーズ
『笑って年越したい!!笑う大晦日シリーズ』（わらってとしこしたい!!わらうおおみそかシリーズ）は、2021年（令和3年）12月31日から2024年（令和6年）1月1日まで日本テレビ系列で放送されていた年越し特別番組。

## 概要
日本テレビ系列の年越し番組はこれまで、2006年（平成18年）から2020年（令和2年）までは『ダウンタウンのガキの使いやあらへんで!』（『ガキの使い』）の「笑ってはいけないシリーズ」を放送していた。ところが、2021年は新型コロナウイルス感染症の感染拡大の影響により同シリーズの休止が発表され、2021年の大みそか特番として『笑って年越したい!!笑う大晦日』が放送された。司会陣はナインティナインをはじめ、バナナマン、後藤輝基（フットボールアワー）、川島明（麒麟）、千鳥、山内健司（かまいたち、渡辺直美のピンチヒッター）、高畑充希となった。
全編収録だった「笑ってはいけないシリーズ」とは全く異なり、一部企画を除いて生放送が行われた。なお、日本テレビ系列の大晦日の特別番組の生放送は2001年（平成13年）から2005年（平成17年）まで放送されていた『ナイナイの夢と笑いが丸い地球を救うのだ!!岡村カウントダウンで炎の大玉を受け止めよ!!』以来で、実に16年ぶりとなった。
内容はコントや漫才・ドラマやゲーム企画等複数の企画で構成されており、スタッフやテロップは『ガキの使い』と一部共通している。
オープニングテーマは、ジョルジュ・ビゼーの作曲による組曲『アルルの女』第2組曲・第1曲「ファランドール」が流れた。
2022年の大みそかは『笑って年越し!世代対決 昭和芸人vs平成・令和芸人』として放送時間を1時間30分前倒し・拡大して放送された。司会陣はナインティナイン、後藤、山内が続投し、東野幸治、出川哲朗、濱家隆一が新たに加わったが、生放送中にもかかわらずにNON STYLEが漫才をしている最中に2023年の年が明けたため、2年振りにカウントダウンは無かった。
2023年の大晦日は『笑って年越し! THE 笑晦日』（わらってとしこし! ザ・ワラみそか）としてナインティナインと東野が続投。さらに45分放送開始が前倒し・拡大となり16:15 - 翌2:00まで9時間45分の生放送となり、「テレビ70年! 歴史を変えた笑いTOP100」「エンタの神様 大晦日スペシャル」「ぐるナイ おもしろ荘」「伊東家の食卓」の4本で構成された。

### 視聴率

#### 2021年/2022年
世帯での視聴率（関東地区、ビデオリサーチ調べ）は第1部が7.2%、第2部が5.6%と苦戦を強いられた。これにより、2009年から11年連続で大晦日のゴールデン・プライムタイム帯で獲得していた民放1位の座を裏番組の『ザワつく!金曜日』の大晦日特別版でもある『ザワつく!大晦日〜一茂良純ちさ子&徹子&羽鳥玉川&新庄BIGBOSSの会〜』を放送していたテレビ朝日に譲る形となった。
一方で、個人視聴率は第1部が民放トップの6.2％、第2部が民放2位の4.2％だった。

#### 2022年/2023年
世帯視聴率は第1部が7.0%、第2部が5.1%。個人視聴率は第1部が4.7%、第2部が3.3%だった（共に関東地区、ビデオリサーチ調べ）。これにより、個人視聴率における民放1位の座についても裏番組の『ザワつく!大晦日 一茂良純ちさ子の会』を放送していたテレビ朝日に譲る形となった。
なお、コア視聴率は第1部が5.1%、第2部が3.7%であり、いずれも民放1位だった。

## 司会者

### 2021年/2022年
年末放送の日本テレビ系番組で順次発表する形を取った。

#### MC
- ナインティナイン（岡村隆史・矢部浩之）[注釈 2]
- バナナマン（設楽統・日村勇紀）[注釈 3]
- 千鳥（大悟・ノブ）[注釈 4]

#### カウントダウンMC
- 後藤輝基（フットボールアワー）[注釈 5]
- 川島明（麒麟）[注釈 6]
- 渡辺直美[注釈 7]
- 山内健司（かまいたち）[注釈 8]

#### スペシャルサポーター
- 高畑充希[10]

### 2022年/2023年
出典：

#### メインMC
- 東野幸治
- ナインティナイン（岡村隆史・矢部浩之）

#### 昭和チームキャプテン
- 出川哲朗
- 後藤輝基（フットボールアワー）

#### 平成・令和チームキャプテン
- かまいたち（山内健司・濱家隆一）

#### 進行
- 岩田絵里奈（日本テレビアナウンサー）

### 2023年/2024年

#### MC
- 東野幸治
- ナインティナイン（岡村隆史・矢部浩之）

## 主な企画・ゲスト

### 2021年/2022年
芸人が選ぶ!「今この人のネタが見たい」
芸人たちが「今、ガチで見たい!」と推薦した最強芸人が、生放送中にネタを披露する。
出演芸人
50音順。括弧内は、これまで出場したお笑い賞レースの主な受賞歴・結果である。
- おいでやすこが（M-1グランプリ2020 準優勝）
- かまいたち（キングオブコント2017 優勝・M-1グランプリ2019 準優勝）
- きつね（歌ネタ王決定戦2019・2020 準優勝）
- 銀シャリ（M-1グランプリ2016 優勝）
- 空気階段（キングオブコント2021 優勝）
- さらば青春の光（第32回ABCお笑い新人グランプリ 優秀新人賞）
- 3時のヒロイン（女芸人No.1決定戦 THE W 第3回 優勝）
- サンドウィッチマン（M-1グランプリ2007 優勝・キングオブコント2009 準優勝）
- 霜降り明星（第7回ytv漫才新人賞 優勝・M-1グランプリ2018 優勝）
- ジャルジャル（第34回ABCお笑いグランプリ・キングオブコント2020 優勝）
- チュートリアル（第33回NHK上方漫才コンテスト 優秀賞・M-1グランプリ2006 優勝）
- チョコレートプラネット（キングオブコント2014 準優勝・平成27年度NHK新人お笑い大賞 大賞）
- とろサーモン（第27回ABCお笑い新人グランプリ 最優秀新人賞・第38回NHK上方漫才コンテスト・M-1グランプリ2017 優勝）
- ナイツ（お笑いホープ大賞THE FINAL 大賞・平成20年度NHK新人演芸大賞 演芸部門大賞）
- 錦鯉（M-1グランプリ2021 優勝）
- ニューヨーク（キングオブコント2020 準優勝）
- NON STYLE（平成18年度NHK新人演芸大賞 演芸部門大賞 ・M-1グランプリ2008 優勝）
- バイきんぐ（キングオブコント2012 優勝）
- バカリズム（R-1ぐらんぷり2007・2009 決勝3位）
- 爆笑問題（平成5年度NHK新人演芸大賞・大賞）
- ハナコ（第9回お笑いハーベスト大賞 ・キングオブコント2018 優勝）
- 見取り図（第4回上方漫才協会大賞 大賞・M-1グランプリ2020 決勝第3位）
- ミルクボーイ（M-1グランプリ2019 優勝・第6回上方漫才協会大賞 大賞）
- ロバート（キングオブコント2011 優勝）
- 笑い飯（M-1グランプリ2010 優勝・第49回上方漫才大賞 大賞）

豪華俳優&人気芸人による一夜限りのコラボ
俳優やタレントが芸人と一夜限りの夢のタッグを組み、ネタやコントを披露する。
出演芸人・ゲスト
- 土佐兄弟×松下洸平&中条あやみ
- 井上裕介（NON STYLE）×勝地涼
- バイきんぐ×磯山さやか&山田まりや&大林素子&神取忍&フィフィ&デーブ・スペクター&デーブ大久保
- おいでやすこが×尾上右近
- 空気階段×髙嶋政宏&小手伸也&登坂淳一
- ハリウッドザコシショウ&さらば青春の光 森田哲矢×竹中直人&神尾楓珠
- ケンドーコバヤシ×浜口京子&長州力&武藤敬司

豪華俳優&モノマネ芸人総出演の学園ドラマ
モノマネ芸人46人とゲストがなりきる学園ドラマ。都内のある学園「なりきり学園」で起きる不可解な事件を解決する。
出演芸人・ゲスト
- 芳根京子：本人役
- 後藤輝基（フットボールアワー） ：『今日から俺は!!』三橋貴志 役
- 梅沢富美男： 『今日から俺は!!』伊藤真司 役
- デヴィ夫人 ：『ごくせん』山口久美子 役
- 内山信二 ：『ごくせん』達川ミノル 役
- モリタク!・河口こうへい：なりきり千鳥
- 原口あきまさ：なりきり明石家さんま
- ホリ：なりきりテリー伊藤
- NinKi Kids：なりきりKinKi Kids
- アントキの猪木：なりきりアントニオ猪木
- 泉クリス：『今日から俺は!!』なりきり早川（橋本環奈）役
- 金子賢：『ごくせん』
- 都留拓也（ラパルフェ）：なりきり桜木（阿部寛）役
- 山下真司：『スクール・ウォーズ』滝沢役
- 武田鉄矢：『3年B組金八先生』坂本役
- 原俊作：『教師びんびん物語』なりきり徳川（田原俊彦）役
- みかん：なりきり北斗晶
- むらせ：なりきり林修
- 山本高広：なりきり織田裕二
- レイザーラモンRG：なりきり河村市長
- せいや（霜降り明星）：『GTO』なりきり鬼塚（反町隆史）役
- 越川友貴：『GTO』なりきり冬月（松嶋菜々子）役
- 沙羅：なりきり綾瀬はるか
- 丸山礼：なりきり土屋太鳳
- 松村邦洋：なりきり蛭間（西田敏行）役、『バトルロワイヤル』なりきりキタノ（ビートたけし）役
- 神奈月：なりきり西園寺（吉田鋼太郎）役、なりきり井上陽水
- ねんねん（ひよしなかよし）：なりきり海老名（遠藤憲一）役
- 松尾駿（チョコレートプラネット）：なりきり大門（米倉涼子）役
- イジリー岡田：なりきり古舘伊知郎
- 長田庄平（チョコレートプラネット）：なりきり氷室京介
- 元木敦士：なりきり木村拓哉
- ミラクルひかる：なりきり工藤静香、なりきり広瀬香美
- メルヘン須長：『科捜研の女』なりきり榊（沢口靖子）役
- 北条ふとし：なりきりマツコ
- コードリー（オットリー春日・八木良）：なりきりオードリー
- ハリウリサ：なりきり浜田雅功
- 高井（ガーリィレコードチャンネル）：『バトルロワイヤル』なりきり七原（藤原竜也）役
- ガリベンズ矢野：なりきりひろゆき
- コロッケ：なりきり北島三郎

絶対祓いたい!国民投票厄払い
生放送の縦軸企画。芸人6人が「厄払い芸人」に選ばれ、国民に代わって体を張った「厄払い」に挑戦する。生放送中に視聴者からの番組公式Twitterとデータ放送で投票実施し、投票数に応じて3つの厄払いをする。
進行・厄払い芸人
- 吉村崇（平成ノブシコブシ） - 厄払い中継進行
- 出川哲朗
- 上島竜兵（ダチョウ倶楽部）
- 田中卓志（アンガールズ）
- 津田篤宏（ダイアン）
- あばれる君
- 瀬下豊（天竺鼠）
- 寺門ジモン・肥後克広（ダチョウ俱楽部）

お年玉争奪!ぬるぬる福男レース
- スピードワゴン（井戸田潤・小沢一敬）
- 中野周平（蛙亭）
- ケツ（ニッポンの社長）
- トム・ブラウン
- 尾形貴弘（パンサー）
- 和田まんじゅう（ネルソンズ）
- 酒井貴士（ザ・マミィ）
- そいつどいつ
- ジャッキーちゃん
- ハリウリサ
- オダウエダ
- コウメ太夫

### 2022年/2023年
審査員※入れ替え制
- ヒロミ
- 井上芳雄
- 滝沢カレン
- 藤ヶ谷太輔（Kis-My-Ft2）
- 香里奈
- 長友佑都
- 平愛梨
- 王林

ネタ対決企画
昭和芸人チーム対平成・令和チームに分かれて漫才・コントなどを披露する。
出演芸人
対戦別順。括弧内は、これまで出場したお笑い賞レースの主な受賞歴・結果である。
<因縁の頭頂部訳アリ対決>
- 海原はるか・かなた（第35回 上方漫才大賞 奨励賞）
- トレンディエンジェル （オンバト+ チャンピオン大会第3回 優勝・THE MANZAI2014 準優勝・M-1グランプリ2015 優勝）

<THE W 女王対決>
- 阿佐ヶ谷姉妹（女芸人No.1決定戦 THE W 第2回 優勝）
- 最高の人間（吉住＆岡野陽一）（キングオブコント2022 決勝 第6位）

- 吉住（女芸人No.1決定戦 THE W 2020 優勝）／岡野（第9回お笑いハーベスト大賞 ・R-1ぐらんぷり2019 決勝）

<最強漫才師対決>
- 錦鯉
- 霜降り明星
- フットボールアワー（M-1グランプリ2003 優勝 ほか多数受賞）
- マヂカルラブリー（M-1グランプリ2020 優勝・第6回上方漫才協会大賞 話題賞）

<スペシャルコラボコント対決>
- ロッチ（ワタナベお笑いNo.1決定戦2017 優勝）&ゲスト
- かまいたち＆木村多江

<お笑い事務所 先輩後輩対決>
- サンドウィッチマン
- ランジャタイ（K-PROライブアワード2019・新春グレープカンパニーNo.1決定戦2020 優勝）

※なんばグランド花月から中継
- 笑い飯
- ミルクボーイ

<実力派トリオコント対決>
- 東京03（第4回お笑いホープ大賞 大賞・キングオブコント2009 優勝）
- ハナコ

<実力派コンビ対決>
- ダイアン（第3回笑わん会 最優秀賞・第35回上方お笑い大賞・第44回上方漫才大賞 新人賞・第49回上方漫才大賞 奨励賞・第53回上方漫才大賞 大賞）
- さらば青春の光

<最強コント師対決>
- バイきんぐ
- ジャルジャル
- どぶろっく（キングオブコント2018 優勝）
- ビスケットブラザーズ（第5回上方漫才協会大賞 文芸部門賞・第9回ytv漫才新人賞 優勝・第56回NHK上方漫才コンテスト・キングオブコント2022 優勝）

<漫才協会対決>
- おぼん・こぼん（第17回NHK漫才コンクール 努力賞・第20回NHK漫才コンクール 敢闘賞・第3回放送演芸大賞  ホープ賞
- ナイツ

<毒舌ピン芸人対決>
- 綾小路きみまろ
- お見送り芸人しんいち（歌ネタ王決定戦2019 決勝 第5位・2020 決勝 第7位・R-1グランプリ2022 優勝）

<豪華俳優とコラボコント対決>
- バイきんぐ＆ゲスト
- チョコレートプラネット（キングオブコント2014 準優勝・平成27年度NHK新人お笑い大賞 大賞）＆ゲスト
- どぶろっく＆ゲスト
- ハナコ＆高杉真宙

<特別企画 同世代ライバル対決>
- ニューヨーク
- 見取り図

<スペシャル指名対決>
- アンガールズ（キングオブコント2017 決勝5位）
- NON STYLE

<昭和大物vs令和新スター大トリ対決>
- 爆笑問題
- ウエストランド（M-1グランプリ2022 優勝）

人気番組コラボ企画
同局の人気バラエティーの人気企画とコラボするコーナー。
第1弾「有吉ゼミ 生チャレンジグルメ名場面集」
「有吉ゼミ」の人気企画、チャレンジグルメを特別編。生放送内でデカ盛りグルメチャレンジに挑戦。
進行・参加芸人
- フットボールアワー
- 辻岡義堂（日本テレビアナウンサー）
- ギャル曽根
- ハマカーン
- とにかく明るい安村

第2弾「ダーツの旅特別編 （福島県会津坂下町）」
「1億人の大質問!?笑ってコラえて」の企画、ダーツの旅の大晦日特別篇。事前に所ジョージが投げたダーツの矢が刺さった場所にあえて同じ町を別々に訪れる。
第3弾「イッテQ! QTube」
「世界の果てまでイッテQ!」の企画「QTube」世界中の面白動画を身体を張って再現する人気企画。
参加芸人
- ロッチ中岡 「バスタオルチャレンジ」
- チョコレートプラネット 「シンバルチャレンジ」
- アンタッチャブル「水中タマゴ」
- ザ・マミィ「パンストマシュマロ」

中継企画「昭和レジェンドと生ガチ対決」
- 吉村崇（平成ノブシコブシ）
- 高橋名人
- マヂカルラブリー野田＆㊙ゲスト軍団

SP企画「リアルガチゲーム対決」
番組の随所で様々なゲームに挑戦。
コーナーMC・参加芸人
- ケンドーコバヤシ
- 出川哲朗
- ダイアン津田
- おいでやす小田
- パンサー尾形
- ガンバレルーヤ
- モグライダーともしげ

コーナーMC・進行・参加芸人
- 矢部浩之
- 忽滑谷こころ（日本テレビアナウンサー）
- 岡村隆史
- 出川哲朗
- かまいたち

### 2023年/2024年
テレビ70年!歴史を変えた笑いTOP100（第1部）
- MC：ナインティナイン、東野幸治、岩田絵里奈（日本テレビアナウンサー）
- パネラー：出川哲朗、宮川大輔、井桁弘恵、佐久間宣行、ヒロミ、指原莉乃、若槻千夏
- 日本テレビ開局70周年のライブラリーの中から部門ごとに人物を選び、パネラーの投票で1位を決める
- そのうちの一つ【人気番組部門】に選定された『1億人の大質問!?笑ってコラえて!』の看板コーナーである「日本列島 ダーツの旅」をナイナイと東野が行った（行き場所の選定は所ジョージがダーツを投げて行った）

伊東家の食卓メンバーが集結! 今すぐやりたい!役立つ裏ワザ 超快テック
- MC：ナインティナイン、東野幸治
- 出演：伊東四朗、布施博、RIKACO、三宅健、山口美沙/川栄李奈、後藤輝基、滝沢カレン、てぃ先生、モグライダー、フワちゃん
  - 伊東家の母役である五月みどりは、高齢のため出演を辞退した。
- 様々な場面で使える「裏ワザ」を紹介（過去に紹介したものから似通ったものも併せて紹介）。ものによってはスタジオで試食するなどし、それを伊東が『NHKのど自慢』の鐘と同じ要領で審査した。
- 過去に紹介したものから伊東家メンバーがおすすめする裏ワザも紹介した。

エンタの神様大晦日神ネタSP!!
- MC：白石美帆、福澤朗
- 『エンタの神様』の期首に放送される特番に則って放送。トップバッターは陣内智則、ラストはどぶろっく

テレビ70年!歴史を変えた笑いTOP100（第2部）
- MC：ナインティナイン、東野幸治、岩田絵里奈（日本テレビアナウンサー）
- パネラー：伊集院光、出川哲朗、宮川大輔、菊地凛子、井桁弘恵、佐久間宣行、ヒロミ、指原莉乃、若槻千夏

ぐるナイ おもしろ荘
- MC：矢部浩之
- パネラー：岡村隆史、志尊淳、出川哲朗、浜辺美波、有吉弘行、あの

## ネット局
2021年
| 放送対象地域   | 放送局                    | 系列                                         | 放送日                        | ネット状況 |
| -------------- | ------------------------- | -------------------------------------------- | ----------------------------- | ---------- |
| 関東広域圏     | 日本テレビ（NTV）         | 日本テレビ系列                               | 2021年12月31日 18:30 - 翌0:30 | 【制作局】 |
| 北海道         | 札幌テレビ（STV）         | 日本テレビ系列                               | 2021年12月31日 18:30 - 翌0:30 | 同時ネット |
| 青森県         | 青森放送（RAB）           | 日本テレビ系列                               | 2021年12月31日 18:30 - 翌0:30 | 同時ネット |
| 岩手県         | テレビ岩手（TVI）         | 日本テレビ系列                               | 2021年12月31日 18:30 - 翌0:30 | 同時ネット |
| 宮城県         | ミヤギテレビ（MMT）       | 日本テレビ系列                               | 2021年12月31日 18:30 - 翌0:30 | 同時ネット |
| 秋田県         | 秋田放送（ABS）           | 日本テレビ系列                               | 2021年12月31日 18:30 - 翌0:30 | 同時ネット |
| 山形県         | 山形放送（YBC）           | 日本テレビ系列                               | 2021年12月31日 18:30 - 翌0:30 | 同時ネット |
| 福島県         | 福島中央テレビ（FCT）     | 日本テレビ系列                               | 2021年12月31日 18:30 - 翌0:30 | 同時ネット |
| 山梨県         | 山梨放送（YBS）           | 日本テレビ系列                               | 2021年12月31日 18:30 - 翌0:30 | 同時ネット |
| 新潟県         | テレビ新潟（TeNY）        | 日本テレビ系列                               | 2021年12月31日 18:30 - 翌0:30 | 同時ネット |
| 長野県         | テレビ信州（TSB）         | 日本テレビ系列                               | 2021年12月31日 18:30 - 翌0:30 | 同時ネット |
| 静岡県         | 静岡第一テレビ（SDT）     | 日本テレビ系列                               | 2021年12月31日 18:30 - 翌0:30 | 同時ネット |
| 富山県         | 北日本放送（KNB）         | 日本テレビ系列                               | 2021年12月31日 18:30 - 翌0:30 | 同時ネット |
| 石川県         | テレビ金沢（KTK）         | 日本テレビ系列                               | 2021年12月31日 18:30 - 翌0:30 | 同時ネット |
| 福井県         | 福井放送（FBC）[注釈 10]  | 日本テレビ系列                               | 2021年12月31日 18:30 - 翌0:30 | 同時ネット |
| 中京広域圏     | 中京テレビ（CTV）         | 日本テレビ系列                               | 2021年12月31日 18:30 - 翌0:30 | 同時ネット |
| 近畿広域圏     | 読売テレビ（ytv）         | 日本テレビ系列                               | 2021年12月31日 18:30 - 翌0:30 | 同時ネット |
| 鳥取県・島根県 | 日本海テレビ（NKT）       | 日本テレビ系列                               | 2021年12月31日 18:30 - 翌0:30 | 同時ネット |
| 広島県         | 広島テレビ（HTV）         | 日本テレビ系列                               | 2021年12月31日 18:30 - 翌0:30 | 同時ネット |
| 山口県         | 山口放送（KRY）           | 日本テレビ系列                               | 2021年12月31日 18:30 - 翌0:30 | 同時ネット |
| 徳島県         | 四国放送（JRT）           | 日本テレビ系列                               | 2021年12月31日 18:30 - 翌0:30 | 同時ネット |
| 香川県・岡山県 | 西日本放送（RNC）         | 日本テレビ系列                               | 2021年12月31日 18:30 - 翌0:30 | 同時ネット |
| 愛媛県         | 南海放送（RNB）           | 日本テレビ系列                               | 2021年12月31日 18:30 - 翌0:30 | 同時ネット |
| 高知県         | 高知放送（RKC）           | 日本テレビ系列                               | 2021年12月31日 18:30 - 翌0:30 | 同時ネット |
| 福岡県         | 福岡放送（FBS）           | 日本テレビ系列                               | 2021年12月31日 18:30 - 翌0:30 | 同時ネット |
| 長崎県         | 長崎国際テレビ（NIB）     | 日本テレビ系列                               | 2021年12月31日 18:30 - 翌0:30 | 同時ネット |
| 熊本県         | くまもと県民テレビ（KKT） | 日本テレビ系列                               | 2021年12月31日 18:30 - 翌0:30 | 同時ネット |
| 宮崎県         | テレビ宮崎（UMK）         | フジテレビ系列 日本テレビ系列 テレビ朝日系列 | 2021年12月31日 18:30 - 翌0:30 | 同時ネット |
| 鹿児島県       | 鹿児島読売テレビ（KYT）   | 日本テレビ系列                               | 2021年12月31日 18:30 - 翌0:30 | 同時ネット |
- フジテレビ系列とのクロスネット局であるテレビ大分では、当該時間帯はフジテレビの番組を同時ネットで放送したため、今回の放送は見送られたほか、日本テレビ系列局が無い沖縄県においても、放送は見送られた。
- ただし、日テレ系ライブ配信（民放公式無料番組配信サービス・TVerで実施）での同時配信が行われたため、実質上は非ネットだった大分県や日本テレビ系列局が無い沖縄県でも本番組が視聴できたほか、翌年1月1日の夜21:30から7日の夕方18:30までTVerでの見逃し配信も行われており、Hulu（日本テレビ運営）では舞台裏と未公開シーンを含めた特別版を番組終了後から配信している。

2022年
| 放送対象地域   | 放送局                    | 系列                          | 放送日                        | ネット状況                 |
| -------------- | ------------------------- | ----------------------------- | ----------------------------- | -------------------------- |
| 関東広域圏     | 日本テレビ（NTV）         | 日本テレビ系列                | 2022年12月31日 17:00 - 翌0:30 | 【制作局】                 |
| 北海道         | 札幌テレビ（STV）         | 日本テレビ系列                | 2022年12月31日 17:00 - 翌0:30 | 同時ネット                 |
| 青森県         | 青森放送（RAB）           | 日本テレビ系列                | 2022年12月31日 17:00 - 翌0:30 | 同時ネット                 |
| 岩手県         | テレビ岩手（TVI）         | 日本テレビ系列                | 2022年12月31日 17:00 - 翌0:30 | 同時ネット                 |
| 宮城県         | ミヤギテレビ（MMT）       | 日本テレビ系列                | 2022年12月31日 17:00 - 翌0:30 | 同時ネット                 |
| 秋田県         | 秋田放送（ABS）           | 日本テレビ系列                | 2022年12月31日 17:00 - 翌0:30 | 同時ネット                 |
| 福島県         | 福島中央テレビ（FCT）     | 日本テレビ系列                | 2022年12月31日 17:00 - 翌0:30 | 同時ネット                 |
| 山梨県         | 山梨放送（YBS）           | 日本テレビ系列                | 2022年12月31日 17:00 - 翌0:30 | 同時ネット                 |
| 新潟県         | テレビ新潟（TeNY）        | 日本テレビ系列                | 2022年12月31日 17:00 - 翌0:30 | 同時ネット                 |
| 長野県         | テレビ信州（TSB）         | 日本テレビ系列                | 2022年12月31日 17:00 - 翌0:30 | 同時ネット                 |
| 静岡県         | 静岡第一テレビ（SDT）     | 日本テレビ系列                | 2022年12月31日 17:00 - 翌0:30 | 同時ネット                 |
| 石川県         | テレビ金沢（KTK）         | 日本テレビ系列                | 2022年12月31日 17:00 - 翌0:30 | 同時ネット                 |
| 福井県         | 福井放送（FBC）[注釈 10]  | 日本テレビ系列                | 2022年12月31日 17:00 - 翌0:30 | 同時ネット                 |
| 中京広域圏     | 中京テレビ（CTV）         | 日本テレビ系列                | 2022年12月31日 17:00 - 翌0:30 | 同時ネット                 |
| 鳥取県・島根県 | 日本海テレビ（NKT）       | 日本テレビ系列                | 2022年12月31日 17:00 - 翌0:30 | 同時ネット                 |
| 広島県         | 広島テレビ（HTV）         | 日本テレビ系列                | 2022年12月31日 17:00 - 翌0:30 | 同時ネット                 |
| 山口県         | 山口放送（KRY）           | 日本テレビ系列                | 2022年12月31日 17:00 - 翌0:30 | 同時ネット                 |
| 愛媛県         | 南海放送（RNB）           | 日本テレビ系列                | 2022年12月31日 17:00 - 翌0:30 | 同時ネット                 |
| 福岡県         | 福岡放送（FBS）           | 日本テレビ系列                | 2022年12月31日 17:00 - 翌0:30 | 同時ネット                 |
| 長崎県         | 長崎国際テレビ（NIB）     | 日本テレビ系列                | 2022年12月31日 17:00 - 翌0:30 | 同時ネット                 |
| 大分県         | テレビ大分（TOS）         | 日本テレビ系列 フジテレビ系列 | 2022年12月31日 17:00 - 翌0:30 | 同時ネット                 |
| 鹿児島県       | 鹿児島読売テレビ（KYT）   | 日本テレビ系列                | 2022年12月31日 17:00 - 翌0:30 | 同時ネット                 |
| 山形県         | 山形放送（YBC）           | 日本テレビ系列                | 2022年12月31日 18:00 - 翌0:30 | 途中飛び乗り ・ 同時ネット |
| 富山県         | 北日本放送（KNB）         | 日本テレビ系列                | 2022年12月31日 18:00 - 翌0:30 | 途中飛び乗り ・ 同時ネット |
| 近畿広域圏     | 読売テレビ（ytv）         | 日本テレビ系列                | 2022年12月31日 18:00 - 翌0:30 | 途中飛び乗り ・ 同時ネット |
| 徳島県         | 四国放送（JRT）           | 日本テレビ系列                | 2022年12月31日 18:00 - 翌0:30 | 途中飛び乗り ・ 同時ネット |
| 香川県・岡山県 | 西日本放送（RNC）         | 日本テレビ系列                | 2022年12月31日 18:00 - 翌0:30 | 途中飛び乗り ・ 同時ネット |
| 高知県         | 高知放送（RKC）           | 日本テレビ系列                | 2022年12月31日 18:00 - 翌0:30 | 途中飛び乗り ・ 同時ネット |
| 熊本県         | くまもと県民テレビ（KKT） | 日本テレビ系列                | 2022年12月31日 18:00 - 翌0:30 | 途中飛び乗り ・ 同時ネット |
- テレビ大分は、前年（2021年）12月31日（大晦日）が金曜日ゆえにプライムタイムの編成がフジテレビ系列の同時ネットだったために非ネットだったが、2022年12月31日（大晦日）は土曜日ゆえにプライムタイムの編成が日本テレビ系列の同時ネットになったためネットされた一方、前年度はネットしていたテレビ宮崎は土曜日のプライムタイムの編成がフジテレビ系列の同時ネットとなったため、今回の放送は見送られた。

2023年
- クロスネットのテレビ大分とテレビ宮崎は「サザエさん」を優先させたため19時飛び乗り。